# Сиче (Хорватія)
Сиче (хорв. Siče) — населений пункт у Хорватії, в Бродсько-Посавській жупанії у складі громади Нова Капела.

## Населення
Населення за даними перепису 2011 року становило 306 осіб.
Динаміка чисельності населення поселення:

## Клімат
Середня річна температура становить 11,32 °C, середня максимальна – 26,16 °C, а середня мінімальна – -6,05 °C. Середня річна кількість опадів – 848 мм.
| Клімат поселення                              | Клімат поселення | Клімат поселення | Клімат поселення | Клімат поселення | Клімат поселення | Клімат поселення | Клімат поселення | Клімат поселення | Клімат поселення | Клімат поселення | Клімат поселення | Клімат поселення | Клімат поселення |
| Показник                                      | Січ.             | Лют.             | Бер.             | Квіт.            | Трав.            | Черв.            | Лип.             | Серп.            | Вер.             | Жовт.            | Лист.            | Груд.            |                  |
| Середній максимум, °C                         | 6,82             | 8,87             | 13,37            | 18,03            | 23,13            | 26,16            | 25,50            | 24,73            | 20,90            | 15,62            | 9,92             | 5,76             |                  |
| Середня температура, °C                       | 0,40             | 2,41             | 6,92             | 11,60            | 16,70            | 19,74            | 21,42            | 20,68            | 16,81            | 11,58            | 5,83             | 1,70             |                  |
| Середній мінімум, °C                          | −6,05            | −4               | 0,50             | 5,16             | 10,27            | 13,29            | 17,37            | 16,59            | 12,76            | 7,50             | 1,77             | −2,36            |                  |
| Норма опадів, мм                              | 54               | 52               | 55               | 68               | 78               | 98               | 77               | 73               | 64               | 77               | 83               | 69               |                  |
| Середньомісячна швидкість вітру, м/с          | 1.60             | 1.85             | 2.20             | 2.10             | 1.90             | 1.80             | 1.70             | 1.60             | 1.50             | 1.50             | 1.60             | 1.65             |                  |
| Середньомісячна сонячна радіація, кДж/м²·день | 4308             | 7090             | 11015            | 15411            | 19448            | 21740            | 22638            | 20542            | 15040            | 9233             | 4941             | 3618             |                  |
| --------------------------------------------- | ---------------- | ---------------- | ---------------- | ---------------- | ---------------- | ---------------- | ---------------- | ---------------- | ---------------- | ---------------- | ---------------- | ---------------- | ---------------- |
| Джерело:                                      |                  |                  |                  |                  |                  |                  |                  |                  |                  |                  |                  |                  |                  |